# León Olivé Morett
León Olivé Morett (Ciudad de México, 1950 - 10 de febrero de 2017) fue un filósofo, investigador, catedrático y académico mexicano. Su trabajo se ubica en las áreas de filosofía de la ciencia y epistemología.

## Biografía
León Olivé estudió matemáticas en la Facultad de Ciencias de la UNAM. Realizó estudios de maestría en filosofía en la Facultad de Filosofía y Letras de la UNAM. Hizo estudios de doctorado en la Universidad de Oxford, Inglaterra, donde trabajó sobre filosofía de la ciencia, epistemología, y filosofía política y social. Se doctoró en dicha universidad con la tesis The Significance of Epistemological and Ontological Preconceptions in three Sociological Theories of the State. Ha sido investigador del Instituto de Investigaciones Filosóficas desde 1985. Desde 2009 es Director del Seminario de investigación sobre Sociedad del Conocimiento y Diversidad Cultural, establecido por acuerdo del Rector de la UNAM, Dr. José Narro Robles, el cual tuvo como precedente el proyecto interinstitucional y transdisciplinario del mismo nombre que coordinó él mismo entre 2005 y 2009 en la Coordinación de Humanidades. Dirigió el Instituto de Investigaciones Filosóficas entre 1985 y 1993. De 1993 a 1996 fue el primer Coordinador del Consejo Académico del Área de Humanidades y de las Artes de la UNAM.
En su labor de investigación ha hecho aportes principalmente en tres campos:
1) la epistemología y la filosofía de la ciencia y de la tecnología,
2) el análisis de las relaciones interculturales (problemas sociales, culturales, éticos y políticos),
3) el estudio de las relaciones entre la ciencia, la tecnología y la sociedad, incluyendo problemas éticos de la ciencia y la tecnología.
Es autor único de diez libros. Ha editado doce libros colectivos, y publicado más de 140 artículos de investigación sobre los mismos campos, así como más de 40 artículos de divulgación. Ha dirigido más de 30 tesis de posgrado. Recibió el Premio de Investigación en Ciencias Sociales y Humanidades de la Academia Mexicana de Ciencias en 1988. En 2006 le fue otorgado el Premio Universidad Nacional en Investigación en Humanidades, por la UNAM; y en 2007 el Premio “Heberto Castillo” del Gobierno del Distrito Federal, México, en el área de “Ciencia, educación y sociedad”.

## Pensamiento
Una obra original que tiene como característica la búsqueda de respuestas a problemas sociales, donde destacan los de la relación entre la ciencia, la tecnología y la sociedad, mostrando que para enfrentarlos es ineludible recurrir a la filosofía; un pensamiento que ha evolucionado a lo largo de tres décadas, que ha servido de base para otros estudiosos tanto de México como de otras naciones y en el que ha sido pionero, hacen de León Olivé uno de los filósofos más notables de Iberoamérica. León Olivé ha hecho importantes contribuciones para articular una epistemología pluralista que rechaza tanto las posiciones absolutistas –la idea de que existe una única forma de pensamiento–, como los relativismos ilimitados que afirman que cualquier punto de vista es tan válido como cualquier otro. La epistemología pluralista ha permitido al exdirector del Instituto de Investigaciones Filosóficas de la UNAM desarrollar una filosofía original y socialmente comprometida. En este rubro ha hecho grandes aportes al estudio del multiculturalismo –las relaciones interculturales, proponiendo un modelo de sociedad que atienda a la diversidad cultural mexicana y diseñe políticas adecuadas para ella. Su modelo plantea formas de organización social y política que conducirían al florecimiento y desarrollo autónomo de los pueblos indígenas, permitiéndoles aprovechar en su beneficio los recursos naturales de los territorios que ocupan, mediante el establecimiento de relaciones sociales justas que a la vez faciliten la realización de sus capacidades y de sus planes de vida. En sus libros Multiculturalismo y pluralismo, así como Interculturalismo y justicia social están contenidos buena parte de sus planteamientos acerca de estos temas.

### Obras del autor
- "Temas de ética y epistemología de la ciencia". Diálogos entre un filósofo y un científico, coautor con Ruy Pérez Tamayo, Fondo de Cultura Económica, México, 2011.
- "La ciencia y la tecnología en la sociedad del conocimiento". Ética, política y epistemología. Fondo de Cultura Económica,México 2007. Reimpreso en 2008 y 2013.
- "Metodología de la Investigación" (coautor con Ana Rosa Pérez Ransanz), Santillana, México, 2006.
- "Interculturalismo y Justicia Social", México, UNAM, 2005.
- "El bien, el mal y la razón". Facetas de la ciencia y la tecnología,2a edición,(corregida y aumentada), México, UNAM, 2012. 1a edición: México, Paidós-UNAM, Colección Problemas Científicos y Filosóficos, 2000.
- "Multiculturalismo y Pluralismo",2a edición (corregida y aumentada), México, UNAM, 2012. 1a edición: México, Paidós-UNAM, 1999.

Razón y sociedad, México, Fontamara, 1996.
- "Razón y sociedad", México, Fontamara, 1996.
- "Cómo acercarse a la filosofía", México, Consejo Nacional para la Cultura y las Artes, 1991.
- "Knowledge, Society and Reality", Ámsterdam & Atlanta, Rodopi, 1993. Traducción al inglés de:

Conocimiento, sociedad y realidad. Problemas del análisis social del conocimiento y del realismo científico, México, Fondo de Cultura Económica, 1988.
- "Estado, Legitimación y Crisis", México, Siglo XXI, 1985.